# Aeropedellus longdensis
Aeropedellus longdensis är en insektsart som beskrevs av Zheng, Z. och D. He 1994. Aeropedellus longdensis ingår i släktet Aeropedellus och familjen gräshoppor. Inga underarter finns listade i Catalogue of Life.